# Токи
Токи (яп. 土岐市 Токи-си) — город в Японии, находящийся в префектуре Гифу. Площадь города составляет 116,01 км², население — 58 672 человека (1 июля 2014), плотность населения — 505,75 чел./км².

## Географическое положение
Город расположен на острове Хонсю в префектуре Гифу региона Тюбу. С ним граничат города Мидзунами, Кани, Тадзими, Тоёта, Сето и посёлок Митаке.

## Население
Население города составляет 58 672 человека (1 июля 2014), а плотность — 505,75 чел./км². Изменение численности населения с 1980 по 2005 годы:
| 1980 | 65 038 чел. |  |
| 1985 | 65 308 чел. |  |
| 1990 | 64 946 чел. |  |
| 1995 | 65 631 чел. |  |
| 2000 | 63 283 чел. |  |
| 2005 | 62 102 чел. |  |

## Символика
Деревом города считается Chionanthus retusus, цветком — Platycodon grandiflorus.